# Davenport (Iowa)
Davenport – miasto w Stanach Zjednoczonych, w stanie Iowa, port nad rzeką Missisipi. Posiada (w 2023 r.) 100 354 mieszkańców.

## Gospodarka
W mieście rozwinął się przemysł maszynowy, odzieżowy oraz spożywczy.